# Giacomo Luzzatto
Giacomo Luzzatto (1827 Fiume (nyní Rijeka), Chorvatsko - 1888) byl italský fotograf židovského původu, narozený v Fiume, nyní Rijeka, Chorvatsko.

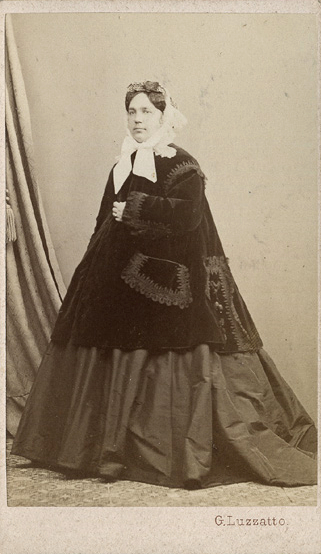
Portrét dámy
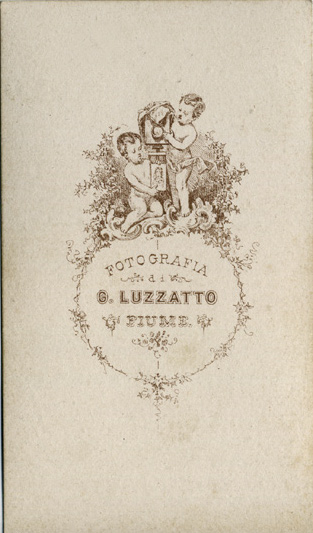
Rubová strana Luzzattovy carte de visite